# Heteromeringia supernigra
Heteromeringia supernigra är en tvåvingeart som beskrevs av Boris Mamaev 1987. Heteromeringia supernigra ingår i släktet Heteromeringia och familjen träflugor. Inga underarter finns listade i Catalogue of Life.